# Јерменија на Европском првенству у атлетици у дворани 2015.
Јерменија је учествовала на 33. Европском првенству у дворани 2015 одржаном у Прагу, Чешка, од 5. до 8. марта. Ово је било девето Европско првенство у атлетици у дворани од 1996. године када је Јерменија први пут учествовала, пропустила је првенство одржано 2002 године. Репрезентацију Јерменије представљало је двоје спортиста (1 мушкарац и 1 жена) који су се такмичили у две дисциплине.
На овом првенству представници Јерменија нису освојили ниједну медаљу, али је оборен један национални рекорд.

## Учесници
| Бр. | Дисциплина | Мушкарци      | Жене            | Укупно |
| --- | ---------- | ------------- | --------------- | ------ |
| 1   | 400 м      |               | Амалија Шаројан | 1      |
| 3   | Троскок    | Левон Агасјан |                 | 1      |
|     | Укупно (2) | 1             | 1               | 2      |

### Мушкарци
| Атлетичар     | Дисциплина | Лични рекорд | Квалификације | Квалификације | Финале               | Финале  | Детаљи |
| Атлетичар     | Дисциплина | Лични рекорд | Резултат      | Место         | Резултат             | Место   | Детаљи |
| ------------- | ---------- | ------------ | ------------- | ------------- | -------------------- | ------- | ------ |
| Арсен Агасјан | троскок    | 16,19        | 15,94         | 16            | није се квалификовао | 16 / 21 |        |

### Жене
| Атлетичарка     | Дисциплина | Лични рекорд | Квалификације | Квалификације | Полуфинале            | Полуфинале            | Финале                | Финале  | Детаљи |
| Атлетичарка     | Дисциплина | Лични рекорд | Резултат      | Место         | Резултат              | Место                 | Резултат              | Место   | Детаљи |
| --------------- | ---------- | ------------ | ------------- | ------------- | --------------------- | --------------------- | --------------------- | ------- | ------ |
| Амалија Саројан | 400 м      | 54,85 НР     | 54,24 НР      | 5. у гр. 3    | није се квалификовала | није се квалификовала | није се квалификовала | 16 / 21 |        |